# USSP Albi
USSP Albi Volley-Ball – francuski żeński klub siatkarski z siedzibą w Albi, utworzony w 1975 roku. Występuje w najwyższej klasie rozgrywek Pro F.

## Podstawowe informacje
- Typ rozgrywek: Pro F
- Barwy: zielono-niebieskie
- Prezydent:  Patrick Legrix
- Hala: 	COSEC
- Trener klubu:  Stéphane Simon

## Nagrody
- 2001 –  Puchar Francji
- 2003 –  Puchar Francji
- 2006 –  Puchar Francji

## Skład 2008/09
| Imię i nazwisko    | Wzrost | Kraj              |
| ------------------ | ------ | ----------------- |
| Desma Stovall      | 183    | Stany Zjednoczone |
| Alexandra Rochelle | 168    | Francja           |
| Oriane Amalric     | 172    | Francja           |
| Colette Meek       | 186    | Kanada            |
| Tetiana Bunak      | 187    | Ukraina           |
| Desislava Goranova | 183    | Bułgaria          |
| Hélène Schleck     | 180    | Francja           |
| Julie Mollinger    | 180    | Francja           |
| Noëlle Chevigny    | 187    | Francja           |
| Anne Andrieux      | 188    | Francja           |
| Mélinda Hennaoui   | 175    | Francja           |
| Viktorija Smirnova | 183    | Łotwa             |